# Herbert De Paepe
Herbert De Paepe (Zele, 23 juni 1969) is een Belgische journalist en schrijver van misdaadromans. Hij woont en werkt in Gent.

## Loopbaan
Herbert De Paepe is, naast zijn beroep als journalist, actief als auteur van misdaadromans. In 2010 verscheen zijn debuutthriller Mensenvlees, die hij schreef in co-auteurschap met Els Depuydt. Het boek werd in eerste instantie uitgegeven door uitgeverij Houtekiet, vanaf 2013 werd het heruitgegeven door uitgeverij Vrijdag. In 2013 verscheen hun boek Swartwater, in 2015 gevolgd door Tarantula. Samen staan deze drie thrillers bekend als de Swartwater-trilogie.
Na het uitbrengen van de trilogie schreef De Paepe in samenwerking met Depuydt de thrillers Highway 245 (2017) en Het Narrenschip (2019). Voor Ellery Queen Mystery Magazine schreef het duo de korte verhalen Garage 27 (2016) en End of the Line (2018), die vertaald werden door de Amerikaanse auteur Josh Pachter.
Na de publicatie van Het Narrenschip beëindigde De Paepe de samenwerking met Els Depuydt. In mei 2021 verscheen zijn kortverhaal The Bunker in Ellery Queen Mystery Magazine. In december 2021 verscheen de roman Icarus bij Beefcake Publishing.
In november 2023 verscheen zijn zevende thriller Dodemansvingers.
In oktober 2024 publiceerde In Tenebris, tijdschrift voor fantastiek en mysterie, zijn kortverhaal De Reus van Malem.
In juni 2025 verscheen zijn achtste thriller De Zevende Weduwe.

### Nominaties
Swartwater werd genomineerd voor De Diamanten Kogel en De Gouden Strop.

### Romans
- Mensenvlees (2010), in samenwerking met Els Depuydt, Uitgeverij Houtekiet/Uitgeverij Vrijdag
- Swartwater (2013), in samenwerking met Els Depuydt, Uitgeverij Vrijdag
- Tarantula (2015), in samenwerking met Els Depuydt, Uitgeverij Vrijdag
- Highway 245 (2017), in samenwerking met Els Depuydt, Uitgeverij Vrijdag
- Het Narrenschip (2019), in samenwerking met Els Depuydt, Beefcake Publishing
- Icarus (2021), Beefcake Publishing
- Dodemansvingers (2023), Beefcake Publishing
- De Zevende Weduwe (2025), Beefcake Publishing

### Korte verhalen
- Garage 27 (2016), in samenwerking met Els Depuydt, gepubliceerd in Ellery Queen Mystery Magazine
- End of the Line (2018), in samenwerking met Els Depuydt, gepubliceerd in Ellery Queen Mystery Magazine
- The Bunker (2021), gepubliceerd in Ellery Queen Mystery Magazine
- De Reus van Malem (2024), gepubliceerd in In Tenebris

- Digitale Bibliotheek voor de Nederlandse Letteren: paep011
- International Standard Name Identifier: 0000 0003 8715 934X
- Nederlandse Thesaurus van Auteursnamen: 301271550
- Virtual International Authority File: 280023822
- WorldCat: E39PCjtcpF974gvJVHgbw6v4MP